# درماتوفیلوم
درماتوفیلوم سرده‌ای از سه یا چهار گونه درختچه و درخت کوچک از خانوادهٔ باقلاییان است. این سرده بومی جنوب غربی آمریکای شمالی از غرب تگزاس تا نیومکزیکو و آریزونا در ایالات متحده و چی‌واوا، کواویلا و نوئوو لئون در مکزیک است.

## گونه‌ها
درماتوفیلوم شامل گونه‌های زیر است:
- Dermatophyllum arizonicum (S.Watson) وینسنت - (آریزونا، چی‌واوا)
  - زیرگونه. arizonicum (S.Watson) وینسنت
  - زیرگونه. formosum (Kearney & Peebles) وینسنت (آریزونا)
- Dermatophyllum gypsophilum (BL Turner & AM Powell) وینسنت — (جنوب نیومکزیکو، تگزاس غربی، کواویلا)
  - زیرگونه. گوادالوپنس (B.L.Turner & A.M.Powell) وینسنت
  - زیرگونه. جیپسوفیلوم
- Dermatophyllum juanhintonianum (BL Turner) BL Turner
- Dermatophyllum purpusii (Brandegee) وینسنت
- Dermatophyllum secundiflorum (Ortega) Gandhi & Reveal - (تگزاس، نیومکزیکو، کواویلا، نوئوو لئون)

## ویژگی‌ها
گونه‌های درماتوفیلوم به میزان یک تا یازده متر رشد می‌کنند. تنه‌ها تا بیست سانتی‌متر قطر داشته و معمولاً در بیشه‌های متراکم رشد می‌کنند. برگ‌ها همیشه‌سبز و چرمی هستند. گلها که در بهار تولید می‌شوند، معطر و ارغوانی هستند.
تمام قسمت‌های دانه‌های مسکال بسیار سمی هستند و حاوی آلکالوئید سایتیزین هستند (نه مسکالین). با این وجود، شواهدی وجود دارد که نشان می‌دهد دانه‌های این گیاه در مراسم آئینی به‌عنوان یک توهم‌زا (یا دقیق‌تر، یک سم مصیبت‌آمیز) توسط برخی از مردم بومی آمریکا استفاده شده است. علائم مسمومیت با سایتیزین بسیار ناخوشایند است.